# Усть-Лекчимське сільське поселення
Усть-Лекчи́мське сільське поселення (рос. Усть-Лэкчимское сельское поселение) — муніципальне утворення у складі Корткероського району Республіки Комі, Росія. Адміністративний центр — селище Усть-Лекчим.

## Населення
Населення — 544 особи (2017, 723 у 2010, 1038 у 2002, 1568 у 1989).

## Склад
До складу поселення входять такі населені пункти:
| Населений пункт     | Населення, осіб (1989) | Населення, осіб (2002) | Населення, осіб (2010) |
| ------------------- | ---------------------- | ---------------------- | ---------------------- |
| Мартіти, селище     | 406                    | 178                    | 33                     |
| Усть-Лекчим, селище | 1162                   | 860                    | 690                    |